# Talleres de Swindon

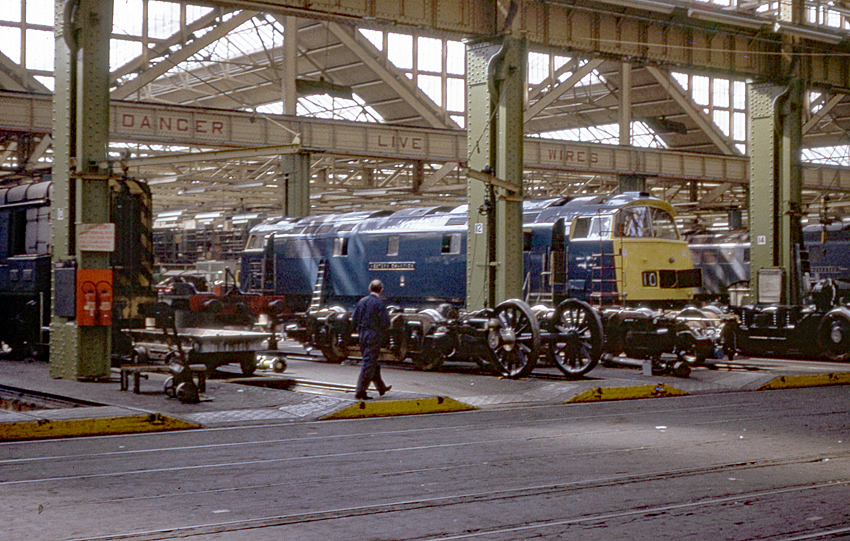
Locomotora D1015 Western Champion en el taller

Los Talleres de Swindon (nombre original en inglés: "Swindon Works") fueron una instalación de fabricación y mantenimiento de material rodante ferroviario, inaugurados por el Great Western Railway en 1843 en Swindon, Wiltshire, Inglaterra. Sirvió como el principal centro de mantenimiento del oeste de Inglaterra hasta que se cerró en 1986.

## Historia
En 1835, el Parlamento aprobó la construcción de la Línea Principal del Great Western entre la Estación de Paddington en Londres y la Estación de Bristol Temple Meads por parte del Great Western Railway (GWR). Su ingeniero jefe fue Isambard Kingdom Brunel.
Desde 1836, Brunel había estado comprando locomotoras de varios fabricantes para el nuevo ferrocarril. Las especificaciones generales de Brunel dieron a los fabricantes de locomotoras mano libre en el diseño, aunque sujetas a ciertas limitaciones, como la velocidad del pistón y la carga por eje, lo que resultó en una amplia gama de locomotoras de calidad variable. En 1837, Brunel reclutó a Daniel Gooch encargándole del trabajo de racionalizar las costosas tareas de reparación y mantenimiento del heterogéneo parque de locomotoras compradas por el GWR.
Quedó claro que el GWR necesitaba un taller de mantenimiento central, por lo que, en 1840, Gooch localizó unos terrenos en Swindon, que tenían la ventaja de estar situados en la conexión de la Línea Principal con la Línea de Golden Valley y además permitían establecer una "división conveniente de la Línea del Great Western para la operación de las locomotoras". Con el apoyo de Brunel, Gooch hizo su propuesta a los directores del GWR, quienes, el 25 de febrero de 1841, autorizaron el establecimiento de los talleres en Swindon. La construcción comenzó de inmediato y entraron en funcionamiento el 2 de enero de 1843.

### Ubicación
Hay varias historias relacionadas con cómo el ferrocarril pasó por Swindon. Un mito muy difundido es que Brunel y Gooch estaban inspeccionando un valle al norte de Swindon Hill, y Brunel arrojó una piedra (o dejó caer un sándwich) y declaró que ese lugar se convertiría en la ubicación de los talleres centrales. Sin embargo, la equidistancia de Swindon entre las estaciones terminales del GWR en Londres y Bristol, y la topografía del terreno cerca de la localidad fueron factores más probables.
Originalmente, se planeó que la línea principal del GWR atravesara Savernake Forest, cerca de Marlborough, pero el marqués de Ailesbury, propietario de los terrenos, se opuso, como ya se había opuesto previamente a que parte del canal del Kennet y del Avon atravesara sus propiedades con un profundo desmonte (véase el Túnel de Bruce). Dado que el ferrocarril necesitaba pasar cerca de un canal en este punto, y como era más barato transportar carbón para los trenes por los canales en aquella época, Swindon era la siguiente opción lógica para los talleres, una vez que se tuvo que desplazar el trazado definitivo del ferrocarril 20 millas (32,2 km) al norte de la ruta original.
Las vías se tendieron en 1840, pero la ubicación definitiva de los talleres aún no estaba decidida. Las vías pasaron por Didcot en 1839 (lugar elegido porque Lord Wantage no quería que el ferrocarril pasara cerca de Abingdon) y durante algún tiempo pareció el lugar más probable alojar el taller central.
Sin embargo, Gooch se dio cuenta de que el cercano canal de Wilts & Berks le daba a Swindon una conexión directa con las minas de carbón de Somerset. Además, también consideró que era necesario cambiar las locomotoras en Swindon o en algún lugar cercano, ya que las pendientes de Swindon a Bristol eran mucho más pronunciadas que en el tramo con un perfil relativamente suave entre Londres y Swindon. También se consideró extraer agua para las locomotoras de vapor de los canales, y en 1843 se completó un acuerdo a tal efecto. Gooch dejó escrito en ese momento:

Me llamaron para que informase sobre la mejor situación para construir estos talleres y, después de considerarlo completamente, informé a favor de Swindon, siendo la conexión con el ramal de Cheltenham y también una división conveniente para la Línea del Great Western para la operación de las locomotoras. El Sr. Brunel y yo fuimos a inspeccionar los terrenos, y solo vimos campos verdes, por lo que estuvo de acuerdo conmigo en que era el mejor lugar.

Una vez que se estableció el plan para que el ferrocarril llegara a Swindon, en un principio se pretendía acercarlo al pie de Swindon Hill, para estar lo más cerca posible de la ciudad, pero sin la necesidad de asumir las caras obras de ingeniería que se necesitarían para construir en la ladera. Sin embargo, la familia Goddard, siguiendo el ejemplo del marqués de Ailesbury (y muchos otros terratenientes de la época), se opuso a tenerlo cerca de su propiedad, por lo que se colocó un par de millas más al norte.

### Primeros años

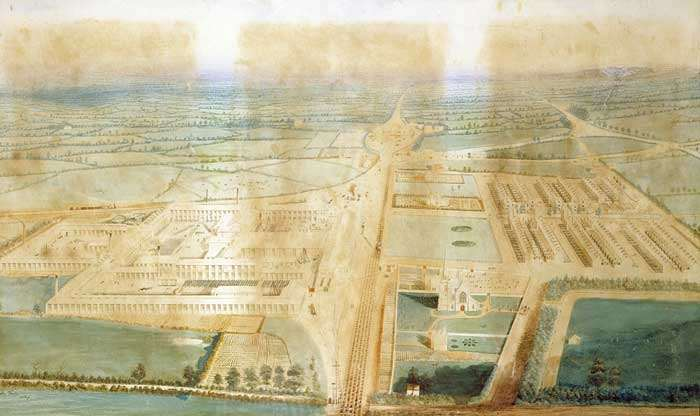
Acuarela con una vista de New Swindon en 1849, por Edward Snell

Con muchas de las primeras estructuras construidas y adornadas con piedra extraída de la construcción del cercano túnel de Box, el primer edificio del taller de reparación de locomotoras se completó en 1841 utilizando mano de obra contratada, con la maquinaria necesaria instalada en su interior en 1842. Inicialmente, las instalaciones daban empleo a solamente 200 hombres. Las reparaciones comenzaron en 1843, con la primera locomotora nueva, la "Premier", construida en 1846 en menos de dos semanas y rebautizada como "Great Western". A esta primera máquina le siguieron seis más, con las Iron Duke, incluida la locomotora bautizada como "The Lord of the Isles", considerada la máquina de vía ancha más rápida de su época. En 1851, los talleres empleaban a más de 2000 hombres y producían aproximadamente una locomotora por semana, con la primera máquina de ancho estándar construida en 1855. En 1861 se instaló un tren de laminación para fabricar rieles, lo que atrajo a trabajadores del sur de Gales. Aunque se construyó algo de material rodante en los Talleres de Wolverhampton (donde se produjeron 800 locomotoras de ancho estándar hasta 1908), Worcester y Saltney cerca de Chester, la mayor parte del trabajo se concentró en Swindon.
Como la mayoría de los primeros ferrocarriles, el GWR se construyó con pendientes suaves y curvas casi siempre amplias, lo que significaba que podían circular "locomotoras con un único eje tractor" rápidas y livianas, con las configuraciones 2-2-2 y 4-2-2. Sin embargo, desde 1849, Gooch también construyó locomotoras con depósito 4-4-0 para las rutas más montañosas en Devon.

### Pueblo ferroviario

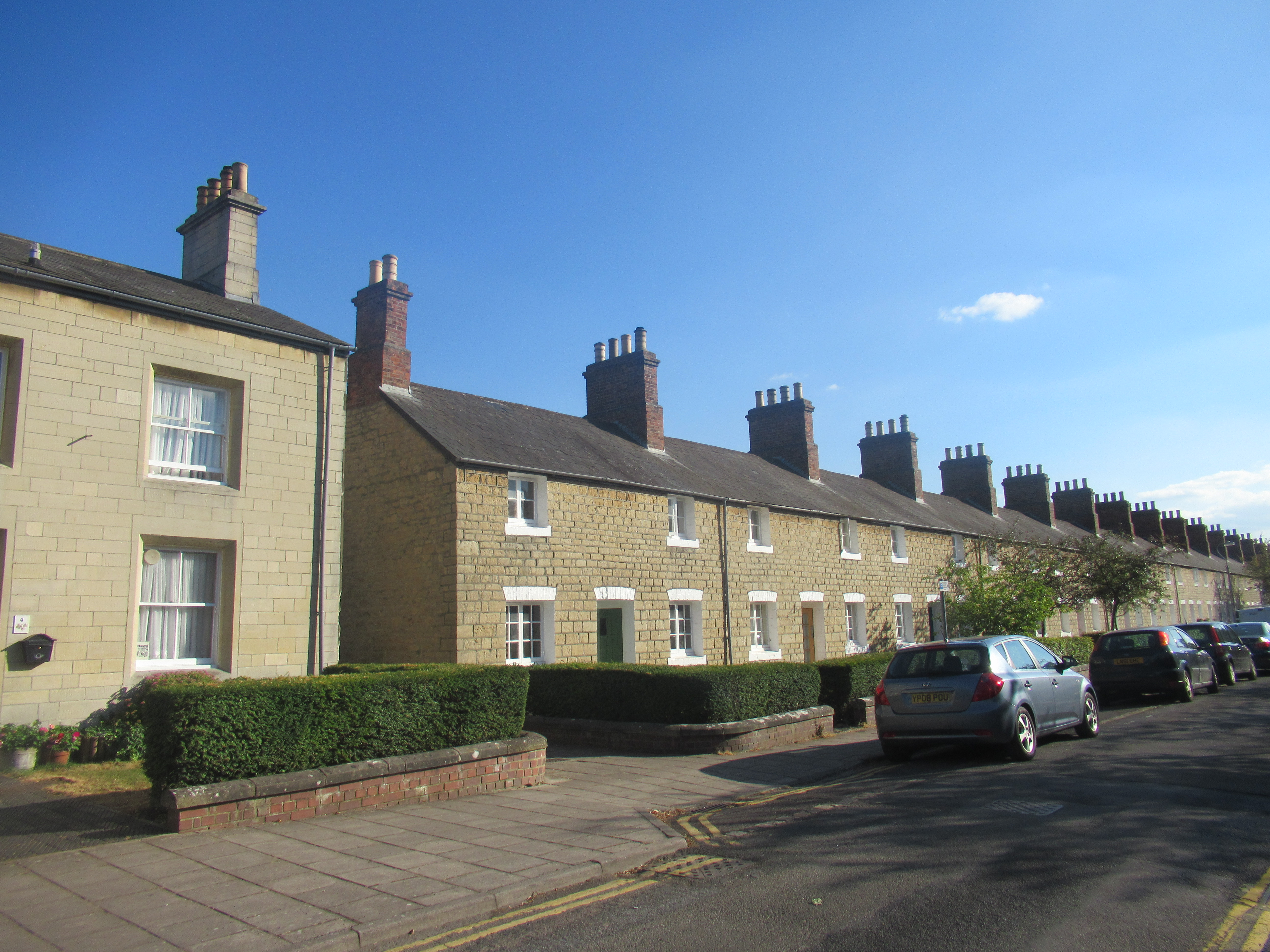
Viviendas preservadas, construidas originalmente para los trabajadores ferroviarios

La implantación de los talleres transformó a Swindon, que pasó de ser una pequeña población de 2500 habitantes a convertirse en un bullicioso poblado ferroviario. Construidos al norte del centro de la ciudad, los talleres tenían la necesidad de construir viviendas y servicios en la zona accesibles para los trabajadores. El desarrollo del poblado ferroviario estaba en la línea de la época victoriana, desarrollando conceptos de estilo de vida sociales con ejemplos como Bournville, aunque al encargado del proyecto se le dio permiso para diseñar una operación comercialmente viable. El poblado, una vez terminado antes de 1850, proporcionó a la localidad las instalaciones médicas y educativas de las que tanto carecía, además de la iglesia de San Marcos y el pub Bakers Arms.
Las casas adosadas de dos pisos se construyeron en dos bloques de cuatro calles paralelas, no muy diferentes en apariencia a los trenes que pasaban por allí. Cada calle recibió el nombre de alguno de los destinos de los trenes que pasaban por Swindon: Bristol, Bath, Taunton, London, Oxford y Reading. Construido en un área abierta cercana, llamada Emlyn Square en honor al director del GWR, el vizconde Emlyn (más tarde conocido como John Campbell, 1.º conde de Cawdor), estaba el Instituto Mecánico, sufragado mediante suscripción por los trabajadores. Diseñado y construido por Edward Roberts, se completó en 1855, contiene la primera biblioteca de préstamo del Reino Unido y brinda servicios de salud a los trabajadores. Ampliado en 1892–93, Aneurin Bevan, autor intelectual del Servicio Nacional de Salud en el Reino Unido, dijo posteriormente que:

Había un servicio de salud completo en Swindon. Todo lo que teníamos que hacer era expandirlo al país.

En la década de 1960, el ayuntamiento de Swindon solicitó la demolición de gran parte del poblado, pero el poeta y entusiasta del ferrocarril John Betjeman lideró una exitosa campaña para preservarlo. Hoy en día, es en gran parte una zona preservada, y muchas de sus estructuras son edificios catalogados. Una de las últimas casas que se construyó, el número 34 de Faringdon Road (originalmente el 1 de Faringdon Street), ha sido restaurada a la condición que tenía alrededor de 1900 como un museo viviente.

### Expansión
Gooch siguió una política de tomar internamente cualquier disciplina de ingeniería ferroviaria que pudiera permitirse abordar. Por lo tanto, además de la construcción de locomotoras, a partir de 1850 se produjeron vagones de mercancías estandarizados y, en 1867, Swindon se convirtió en el taller central para la construcción de coches de pasajeros y vagones.
En 1864, cuando Joseph Armstrong pasó a dirigir los talleres, asumió la responsabilidad de mejorar el parque de coches de pasajeros, lo que en 1878 se tradujo en la construcción de una fábrica separada de carruajes y vagones en un terreno al norte de la estación. El primer Salón Real se construyó en 1874, y se adaptó al ancho estándar en 1899. En 1875 se produjo la apertura de los talleres de fabricación de calderas y ténder, que también se utilizaron para producir piezas para locomotoras y motores marinos para la flota de barcos y barcazas del GWR. El primer tren del GWR con pasillo a lo largo de todos los coches se construyó en 1891, y la iluminación eléctrica en los trenes se introdujo en 1900.
En 1892, el GWR completó el proceso de conversión de sus líneas al ancho estándar. Se colocaron 13 millas (20,9 km) de nuevos apartaderos de vía ancha para acomodar la afluencia de material rodante, de modo que para el 21/22 de mayo de 1892 se habían almacenado 195 locomotoras, 748 coches de viajeros y 3400 vagones y furgones para convertirlos al nuevo ancho. Los que no se pudieron convertir se desguazaron allí mismo. Para el cambio de siglo, los talleres empleaban aproximadamente a las tres cuartas partes de toda la fuerza laboral de Swindon.

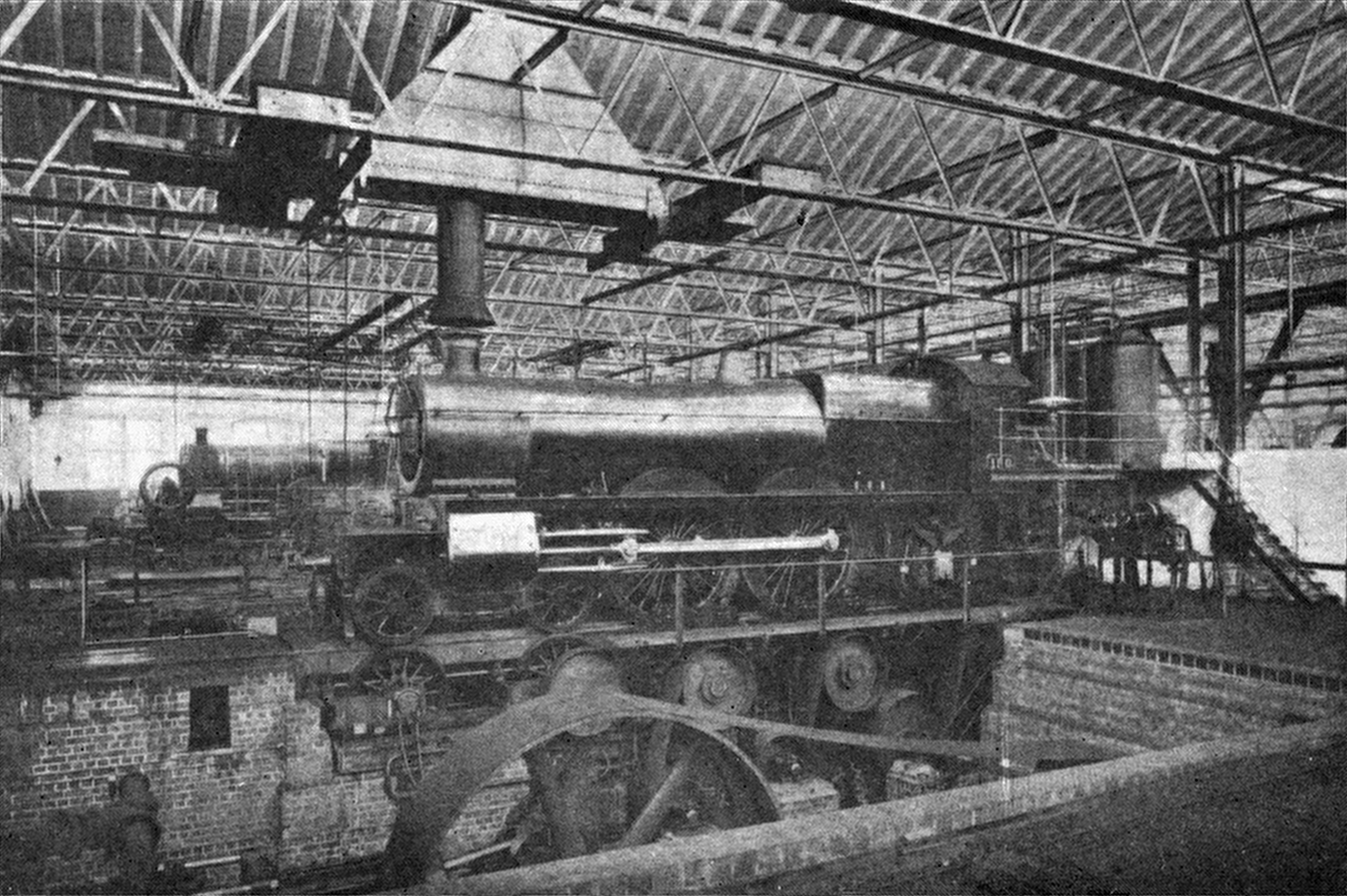
Una de las primeras locomotoras de la Clase Saint, en el período en que eran máquinas 4-4-2 Atlantic con calderas cónicas (1905-1912), en el taller de pruebas

Durante el mandato de George Churchward, primero como asistente del superintendente en jefe en 1897, y luego como superintendente de locomotoras a partir de 1902, se produjeron máquinas más pesadas, primero las 4-4-0 de la Clase City y luego las de la Clase County. Más adelante, en 1906, la "North Star", originalmente una locomotora 4-4-2, fue reconstruida como la primera 4-6-0 de cuatro cilindros. Posteriormente se construyeron máquinas 4-6-0 de cuatro cilindros y, en 1908, la primera 4-6-2 "Pacífic", la única de su tipo en Gran Bretaña durante muchos años, reconstruida más adelante como 4-6-0. A partir de 1914, los talleres se dedicaron a contribuir en el esfuerzo bélico, produciendo doce obuses a finales de año.

### Apogeo
Charles Collett, Ingeniero Mecánico Jefe de 1921 a 1941, mejoró enormemente la fabricación de calderas del taller y sus instalaciones para trabajar chapas de gran calibre. En 1927, se introdujo la locomotora más potente y más grande del GWR, la Clase King, para convertirse en el "buque insignia" de la flota del GWR. Las King se desarrollaron a partir de las máquinas de la Clase Castle que, junto con las de la Clase Hall, fueron la base de la reputación y la imagen del GWR.

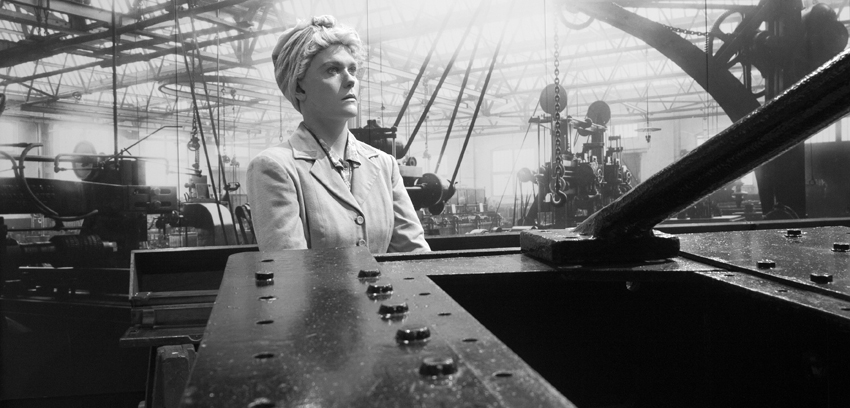
Evocación de los tiempos de guerra en los Talleres de Swindon

Este fue el apogeo de los Talleres de Swindon, cuando se daba empleo a 14.000 personas, y el principal taller de fabricación de locomotoras, el Tinglado A era, con una superficie de 11,25 acres (45 527,2 m²), una de las áreas cubiertas más grandes del mundo.
Durante la Segunda Guerra Mundial, Swindon estuvo nuevamente involucrado en la fabricación de armamento, produciendo varios tipos de montajes de armas. Sus tornos giratorios eran ideales para fabricar los anillos empleados en las torretas de los carros de combate. También se construyeron allí lanchas de desembarco y piezas para minisubmarinos.

### Nacionalización

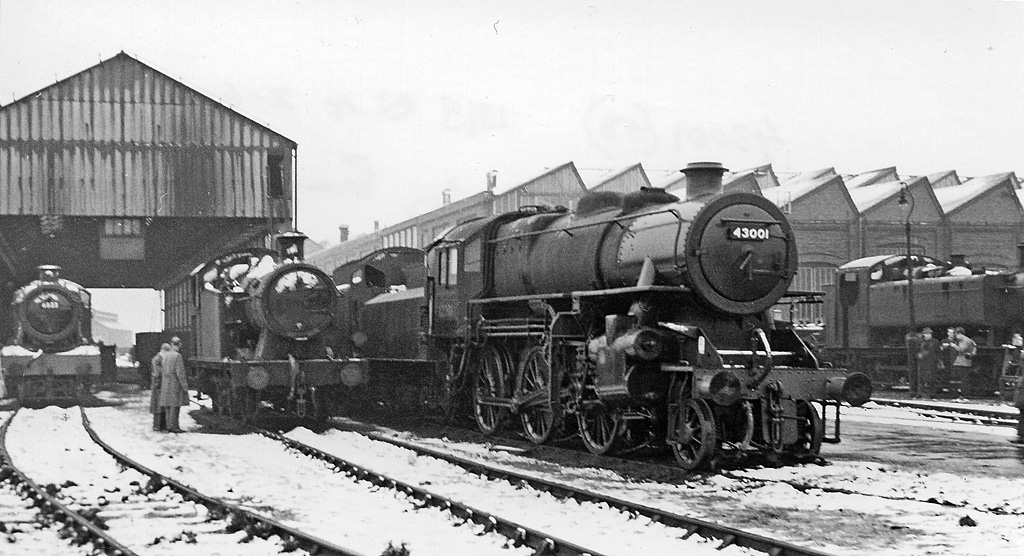
Locomotoras junto a los Talleres de Swindon en la nieve (noviembre de 1964)

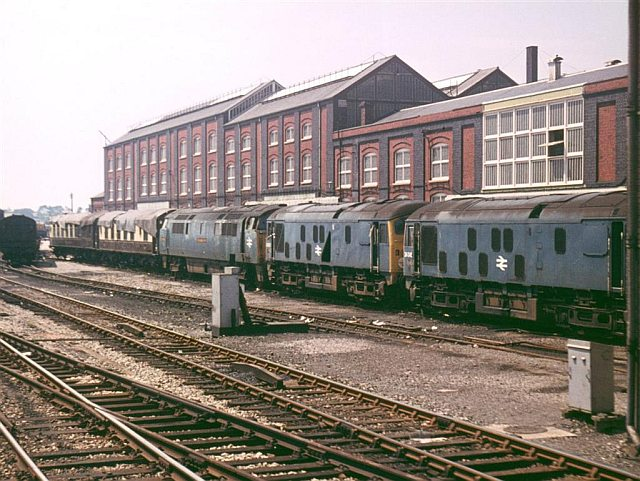
Locomotoras en espera de ser desguazadas al pie de los talleres

Al comienzo de la formación de British Rail (BR) tras la nacionalización de los ferrocarriles del Reino Unido en 1947, los talleres todavía producían 60 locomotoras nuevas al año, cayendo la cifra a 42 en 1954. De 1948 a 1956, se fabricaron 452 locomotoras de vapor con diseños del GWR, en parte en paralelo con la producción de 200 máquinas BR de Clase Estándar desde 1951 hasta 1960.
La decisión de 1960 de trasladar la principal fuerza motriz del BR, pasando de las máquinas de vapor a los motores diésel, supuso para la fábrica tanto nuevas líneas de empleo como la clausura de las antiguas. La planta se convirtió en el centro regional del sur del Reino Unido para el almacenamiento y desguace de locomotoras de vapor y material rodante, una función que luego se expandió a todos los ferrocarriles que debieron desguazarse tras la puesta en práctica del Plan Beeching. Sin embargo, también provocó el fin de la producción de locomotoras de vapor, y la fábrica produjo la última locomotora de vapor (la BR 92220 Evening Star), momento en el que la fábrica solo empleaba a 5.000 personas.
Gran parte del diseño original y las especificaciones para los primeros coches de viajeros Mark 2 y de los bogies fue realizada por la oficina de diseño de ingeniería de Swindon a principios de la década de 1960. El bogie B4 utilizado en este coche proporcionaba una marcha a alta velocidad más fiable que la de la generación anterior de coches Mark 1 y anunciaba las mayores velocidades de marcha introducidas con el inicio de los servicios InterCity y la electrificación de la Línea Principal de la Costa Oeste.

### Decadencia y cierre
El futuro de los talleres había sido definido por la elección posterior a la Segunda Guerra Mundial del GWR, que decidió desarrollar sus nuevas locomotoras experimentales con motor diésel utilizando sistemas de transmisión diésel-hidráulicos en lugar de diésel-eléctricos. Como resultado, a partir de 1957 los talleres produjeron 38 máquinas Clase "Warship" D800 y otras 30 de la Clase Western D1000. Sin embargo, la producción de las primeras máquinas diésel siguió la estrategia anterior empleada en la construcción de locomotoras de vapor, lo que resultó en numerosas clases con series de producción cortas y un alto costo de mantenimiento resultante. Con la estrategia del Plan Beeching, dirigida a que BR se concentrara en el tráfico interurbano, se eliminó la necesidad de muchas de estas clases de locomotoras con motor diésel. También se tomó la decisión de encargar todas las nuevas clases de locomotoras con transmisión diésel-eléctrica, haciendo innecesarios los conocimientos de los especialistas en tracción diésel-hidráulica de la planta.
Como resultado, con el desguace del material rodante manteniendo altos los niveles de empleo en la fábrica, se tomó la decisión de dejar de construir nuevas locomotoras en Swindon, y reasignar la fábrica para convertirla en una instalación de reparación pesada. La construcción de locomotoras terminó en 1965 con la fabricación de las locomotoras diésel-hidráulicas de la Clase 14. Continuaron las reparaciones de locomotoras y el trabajo en coches y vagones, aunque se vendió la antigua nave original dedicada a la producción de material remolcado.
Después de que los talleres pasaron a formar parte de la empresa British Rail Engineering Ltd (BREL) integrada en BR, ganó cada vez menos negocios de mantenimiento frente a la competencia interna de los talleres de Crewe y de Derby. Con la ciudad de Swindon en expansión y necesitando terrenos cerca de su centro para su desarrollo, se tomó la decisión de cerrar los talleres. El último día en el que permanecieron abiertos los talleres fue el 26 de marzo de 1986.
Entre 2000 y 2006, el chasis rodante de la máquina GWR n.º 7200 se restauró en la antigua fundición de hierro (Tinglado J), lo que la convirtió en la última locomotora de vapor del Great Western en recibir atención en la fábrica.

## Presente

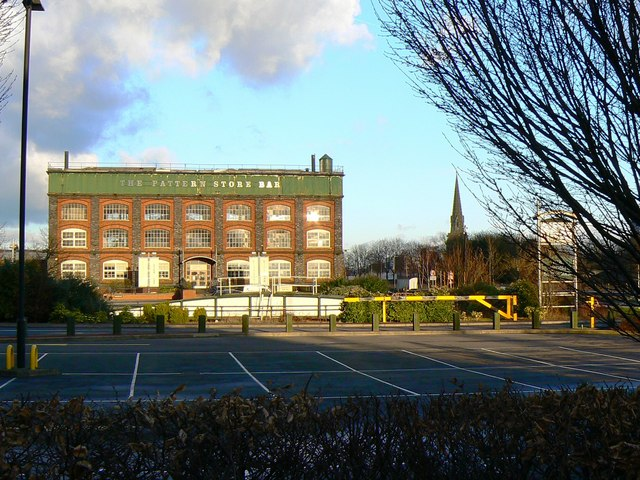
El antiguo tinglado de patrones, con una mesa giratoria en funcionamiento, un elemento característico situado junto al edificio

La remodelación de los talleres tuvo en cuenta la condición de monumento clasificado de la infraestructura central original. Un edificio alberga actualmente el Museo del Ferrocarril de Vapor de Swindon, dedicado a los propios talleres y al GWR. La antigua oficina de ingeniería es ahora la sede de English Heritage, y la mayoría de los edificios restantes se remodelaron como parte de la renovación urbanística de Swindon. El resto del extenso patio ferroviario se reconstruyó sobre una base de uso mixto, dedicándose parte de la superficie tanto a nuevas viviendas como a edificios comerciales, incluido el almacén especialmente diseñado para el English Heritage Archive y el edificio de las oficinas centrales del National Trust, conocido como Heelis.

## Superintendentes e Ingenieros Jefes
- Sir Daniel Gooch, superintendente de locomotoras, coches y vagones, 1837–1864
- Joseph Armstrong, superintendente de locomotoras, coches y vagones, 1864–1877
- Major William Dean, superintendente de locomotoras, coches y vagones, 1877–1902
- G. J. Churchward, superintendente de locomotoras, coches y vagones 1902–1916 e ingeniero mecánico jefe 1916–1921
- C. B. Collett, ingeniero mecánico jefe 1921–1941
- F. W. Hawksworth, ingeniero mecánico jefe 1941–1949

## Organización
Dentro de los talleres se desarrollaba una gran variedad de actividades, y la mayoría de los componentes que se utilizaban para fabricar locomotoras, coches y vagones se fabricaban in situ. La organizaron de los tinglados era la siguiente: -
| Tinglado | Descripción                                                                   |
| -------- | ----------------------------------------------------------------------------- |
| A        | Montadores, Caldereros, Pintores, Talleres de Maquinaria y Ruedas             |
| B        | Electricistas, Caldereros, Pintores y Ténderes                                |
| BSE      | Recepción y Preparación de Motores                                            |
| C        | Patio de Concentración (recuperación de chatarra)                             |
| D        | Carpinteros y Albañiles                                                       |
| E        | Taller de electricidad                                                        |
| F        | Herreros, Fabricación de Muelles y de Cadenas                                 |
| G        | Máquinas herramienta                                                          |
| H        | Creadores de patrones                                                         |
| J        | Fundición de hierro                                                           |
| J2       | Fundición de placas de asiento                                                |
| K        | Caldereros y hojalateros                                                      |
| L2       | Taller de depósitos                                                           |
| M        | Subestación eléctrica                                                         |
| N        | Taller de pernos                                                              |
| O        | Cuarto de herramientas                                                        |
| P1       | Vaporizadores y Montaje de Calderas                                           |
| PL       | Guardavías. Mantenimiento de Obras, Ferrocarriles, Carreteras y Redes de Agua |
| Q        | Ferrería de perfiles angulares de hierro                                      |
| R        | Instaladores, torneros y maquinistas                                          |
| ES       | Muelles                                                                       |
| T        | Acabados de latón                                                             |
| TH       | Taller de pruebas                                                             |
| U        | Fundición de latón                                                            |
| V        | Caldereros                                                                    |
| W        | Torneros y Maquinistas                                                        |
| X        | Desvíos y travesías, accesorios para vía general                              |
| Z        | Transporte                                                                    |

| Tinglado | Descripción                                                                                |
| -------- | ------------------------------------------------------------------------------------------ |
| 1        | Aserradero (lado oeste)                                                                    |
| 2        | Aserradero                                                                                 |
| 3        | Montaje y Máquinas                                                                         |
| 4        | Construcción de carrocerías                                                                |
| 5        | Iluminación eléctrica                                                                      |
| 7        | Acabado y pulido                                                                           |
| 8        | Pintura                                                                                    |
| 9        | Tapicería                                                                                  |
| 9a       | Costureras                                                                                 |
| 10       | Lavanderas                                                                                 |
| 11       | Obreros Generales                                                                          |
| 12       | Carpinteros                                                                                |
| 13       | Estructura                                                                                 |
| 13a      | Reparación de bastidores                                                                   |
| 14       | Herreros                                                                                   |
| 15       | Accesorios, Mecanizados, Fontaneros, Instaladores de gas y vapor, Chapistería y Calderería |
| 16       | Ruedas                                                                                     |
| 17       | Construcción y reparación de vehículos de carretera                                        |
| 18       | Estampación                                                                                |
| 19a      | Reparación de tapicerías                                                                   |
| 19b      | Reparación de topes                                                                        |
| 19c      | Elevadores                                                                                 |
| 19d      | Reparaciones de bogies y de frenos de vacío                                                |
| 20       | Reparaciones de furgones y vagones para caballos                                           |
| 21       | Construcción y reparación de vagones                                                       |
| 22       | Talleres de aceite y grasa                                                                 |
| 23       | Patio de Chapistas, Patio de Mantenimiento y Desguace                                      |
| 24       | Reparaciones de coches de viajeros                                                         |